# William Villiers (2e vicomte Grandison)
William Villiers, 2e vicomte Grandison (1614 - 23 septembre 1643) est un pair irlandais et soldat royaliste qui est mortellement blessé pendant la première guerre civile anglaise en 1643.

## Biographie

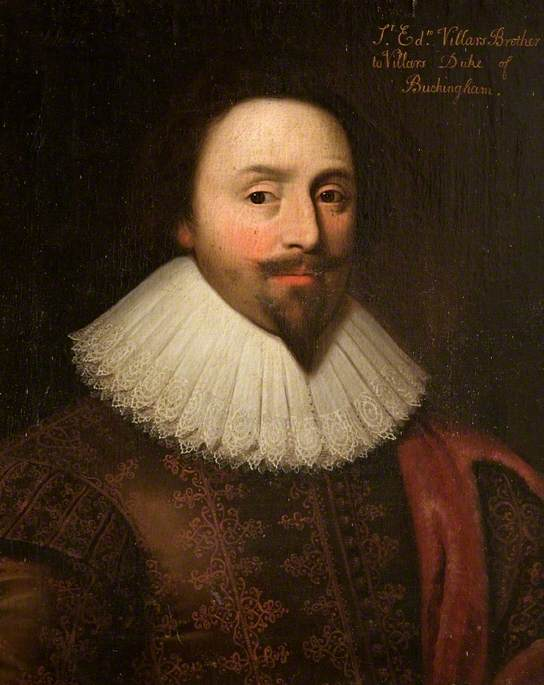
Sir Edouard Villiers (1585-1626)

William Villiers est né en 1614, fils aîné de Edward Villiers (1585-1626) (en) et de Barbara St. John (ca 1592-1672). Son père est le demi-frère aîné de George Villiers (1er duc de Buckingham), favori de Jacques Ier et de Charles Ier, une relation dont il bénéficie grandement. Nommé Lord Président de Munster, il meurt à Cork en 1626, laissant d'énormes dettes. Sa femme les rembourse encore dans les années 1660.
Issu d'une famille de dix enfants, il est le frère d'Anne (1610-1654), John (1616-1659), George (1618-1699), Barbara (1618-1681) et Edward (1620-1689). Une famille puissante et bien connectée, apparentée à John Villiers (1er vicomte Purbeck), Christopher Villiers (1er comte d'Anglesey) (en), et Susan Feilding, qui est la dame de la chambre à coucher de la reine Henriette Marie .
En 1639, Grandison épouse Mary Bayning (1623-1672), héritière d'une fortune de 180 000 £. Ils ont une fille, Barbara Villiers (1640-1709), qui est plus tard la maîtresse de Charles II. Après sa mort, Mary épouse son cousin Christopher Villiers, deuxième comte d'Anglesey (1625-1661) .

## Carrière
Villiers grandit principalement à Londres, où son père est Maître de la Monnaie, un poste qui lui donne un logement à la Tour de Londres . Le 23 juin 1623, lorsque son grand-oncle sans enfant Oliver St John (1559-1630) est créé vicomte Grandison dans la pairie d'Irlande, il est désigné comme héritier. Lorsque Saint-Jean meurt en décembre 1630, Villiers hérite de son titre .

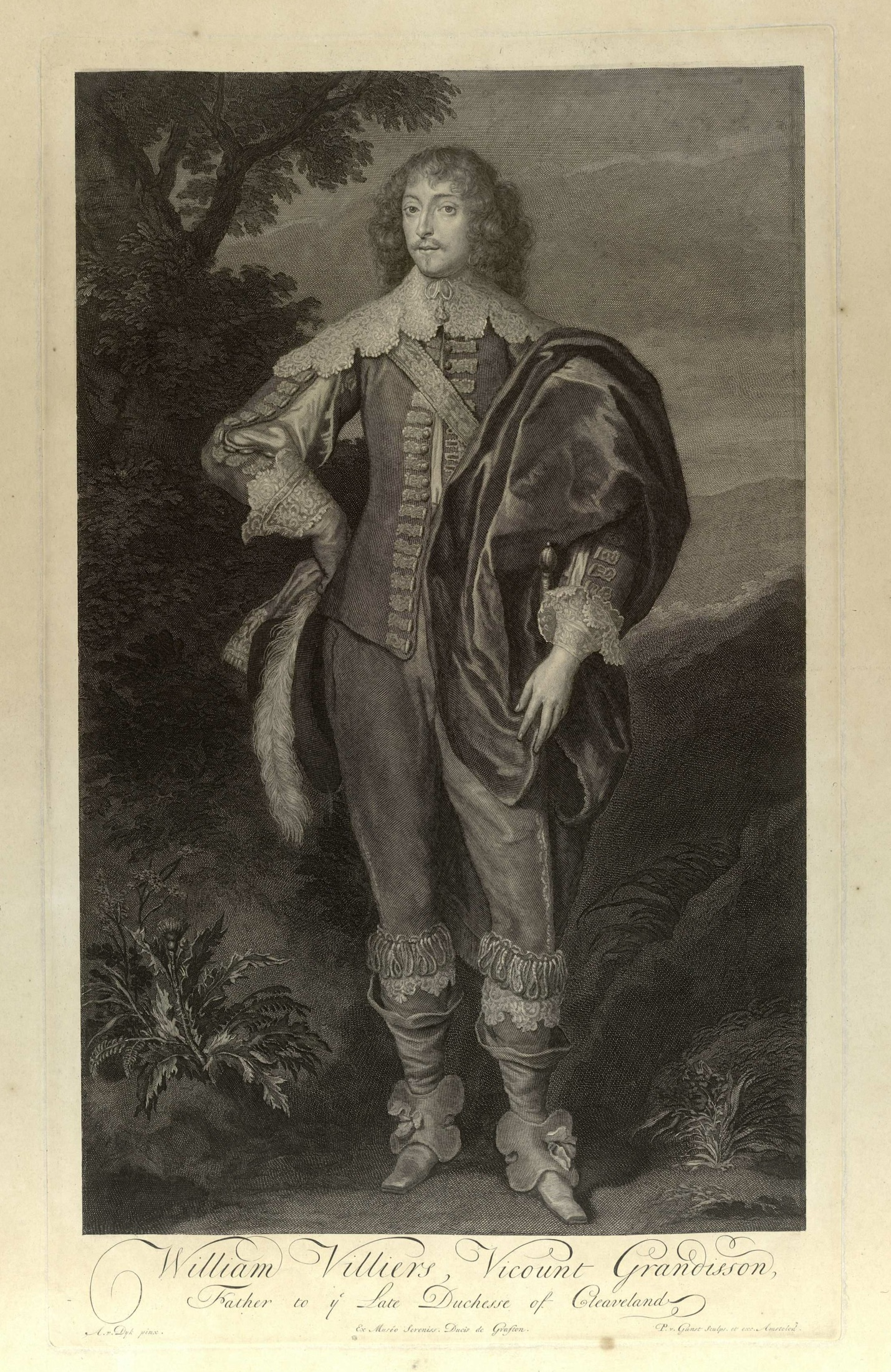
Vicomte Grandison par Pieter van Gunst, ch. 1714

En 1638, il est fait chevalier à Windsor, avec le prince de Galles et Thomas Bruce (1er comte d'Elgin). Pendant les guerres épiscopales de 1639 et 1640, il est nommé colonel mais ne semble pas avoir combattu . Quand la Première guerre civile anglaise commence en août 1642, Grandison lève un régiment de cavalerie, qui fait partie de l'aile gauche royaliste à Edgehill le 23 octobre. Au cours des combats, Sir Edmund Verney est tué et le Royal Standard est capturé mais récupéré par trois hommes dirigés par John Smith, un officier du régiment de Grandison. Smith est fait chevalier sur le terrain, devenant le dernier chevalier banneret créé en Angleterre, et promu major par Grandison, il est ensuite tué à Cheriton en 1644.
Lors de la prise de Bristol le 26 juillet 1643, Grandison dirige l'une des trois brigades ou « tertia » commandées par le prince Rupert du Rhin. Son unité mène une série d'attaques sur Prior's Hill Fort et une redoute à Stokes Croft, au cours de laquelle il est blessé à la jambe droite avec son cousin Edward St John, un fils de son oncle John St John. Grandison est emmené à Oxford où il est décédé le 29 septembre, vraisemblablement d'une fièvre liée à la blessure, puisque Hyde déclare explicitement que la blessure a causé sa mort.
Comme Grandison n'a pas de fils, il est remplacé par un frère cadet, John Villiers. Après la Restauration, l'enfant unique de Grandison, Barbara Villiers, devient maîtresse royale du roi Charles II, en 1670 est créée duchesse de Cleveland, et devient l'ancêtre de plusieurs familles nobles, dont les ducs de Grafton. La mère de Grandison, Barbara Lady Villiers, née vers 1592, vit jusqu'à 80 ans et voit la Restauration et les premières années de ses arrière-petits-enfants.
Le plus jeune frère de Lord Grandison, Edward, est le père d'Edward Villiers (1er comte de Jersey) et l'actuel vicomte Grandison est son descendant, William Villiers (né en 1976), un producteur de cinéma.

## Portraits
Un portrait de Grandison existe à Lydiard House, la maison familiale de sa mère dans le Wiltshire, en 2006. Il est catalogué comme par l'école d'Antoine van Dyck. En bas à droite de la toile se trouve le nom « L D . GRANDISSON",. Ce tableau est gravé vers 1714 par Pieter van Gunst, qui l'identifie comme « William Villiers, Vicomte Grandisson, Père de feu la duchesse de Cleaveland », avec l'attribution « A v. Dyk pinx". Theresa Lewis, dans ses Vies des amis et contemporains du lord chancelier Clarendon (1852), donne une description sans équivoque de ce portrait et rapporte qu'il en existait alors deux exemplaires, l'un appartenant au duc de Grafton, un descendant direct de Grandison, et l'autre au comte Fitzwilliam.

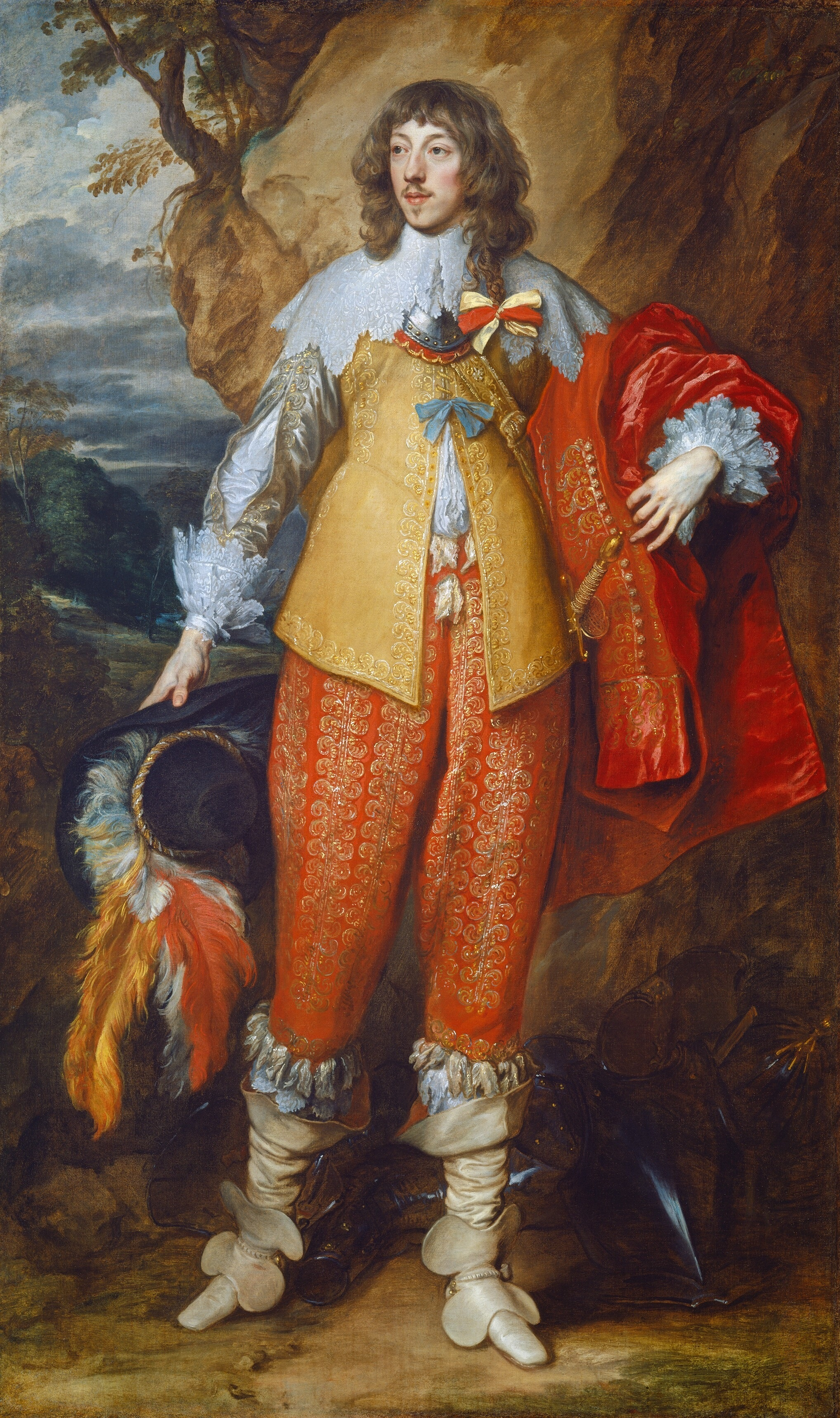
Le Van Dyck

Un portrait similaire mais plus somptueux d'un jeune homme, également connu sous le nom de vicomte Grandison, aurait appartenu à George Villiers (2e duc de Buckingham), était à Stocks Park, Hertfordshire, avant d'être exposé à la Royal Academy en 1893 comme la propriété d'Arthur Kay. Après cela, il est vendu à HO Miethke, qui le vend rapidement à Jacob Herzog de Vienne. Exposé sous le nom de "William Villiers, vicomte Grandison", il a un grand impact lors d'une exposition du tricentenaire de Van Dyck à Anvers en 1899, et en 1901 le portrait est acheté par William Collins Whitney qui le paye 125 000 $. C'est le deuxième prix le plus élevé jamais attribué à une peinture à l'époque, battu seulement par l'Angélus de Millet. Toujours nommé comme un portrait de Grandison, il fait sensation à l'exposition Van Dyck Loan à Detroit en 1929, et en 1932, à la mort de Harry Payne Whitney, passe à sa veuve Gertrude Vanderbilt Whitney. En 1948, Cornelius Vanderbilt Whitney le donne à la National Gallery of Art de Washington, DC.
L'historien de l'art Lionel Cust, directeur de la National Portrait Gallery, suggère en 1905 que le portrait de Whitney est celui d'un autre homme, et pourrait être le frère cadet de Grandison, John Villiers, qui devient le troisième vicomte en 1643. Une identification plus poussée est faite dans les années 1940, lorsqu'un dessin du début du XVIIIe siècle de la peinture de Louis Boudan est trouvé, marqué comme Henry de Lorraine, duc de Guise. La National Gallery of Art lui attache désormais ce nom.

## Sources
- Allen Andrews, The Royal Whore: Barbara Villiers, Countess of Castlemaine, Hutchinson, 1971 (ISBN 978-0091070403)
- BCW, « Lord Grandison’s Regiment of Horse », 6 mai 2021
- Charles Carlton, Going to the Wars; The experience of the British Civil Wars, 1638-1651, Routledge, 1992 (ISBN 0-415-03282-2)
- Earl of Clarendon, The History of the Rebellion and Civil Wars in England, Book VII, Oxford University, 1717
- George Edward Cokayne, The Complete Peerage of England, Scotland, Ireland, Great Britain and the United Kingdom, Vicary Gibbs, 1912
- John Debrett, Debrett's Peerage of England, Scotland, and Ireland, 1837
- Firth et Leslie, « The Siege and capture of Bristol by Royalist forces in 1643 », Journal of the Society for Army Historical Research, vol. 4, no 18,‎ 1925 (JSTOR 44227516)